# Новичі
Но́вичі — село в Україні, у Судилківській сільській територіальній громаді Шепетівського району Хмельницької області. Населення становить 280 осіб.

## Географія та клімат
Село Новичі розміщено на горбистій місцевості південно-східної лісостепової частини Шепетівського району. Через село проходить автодорога та залізниця Шепетівка — Полонне. На залізниці в межах села розташована залізнична станція. Клімат помірно континентальний, із м'якою зимою і теплим літом.

## Герб
Герб відображає легенду про замок. Два серця — Іван та Ганна, серце у воротях — хлопчик Нович. І сам замок нагадує стилізовану «Н», тому герб можна вважати промовистим.

## Історія
Письмова згадка про село Новичі — 1690 рік. Назва села, як гадають дослідники, від першого поселенця на прізвище Новак. Першими поселенцями було одне з слов’янських племен, яке розселялось вздовж річки Хоморець, що протікала в низині села. За 2 км від села пролягала залізниця, яка дала можливість переселенцям переселятись з різних земель, різних держав. Так приїхав з Варшави пан Бардецький Сигізмунд, за професією агроном, який і розпочав будівництво  житлового будинку і господарських споруд в селі Новичі. Будівництвом керували польські спеціалісти. Був посаджений великий сад, а обсаджений ялинами які збереглися і до сьогодні. Пан Бардецький мав великі прибутки і для жителів села також настав час розквіту. Після жовтневого перевороту пан Бардецький залишив Новичі з своєю прислугою.
Під час примусової колективізації, у 1930 році було створено колгосп.
Роки голодомору не пройшли безслідно, у селі померло три чоловіки.
У роки Другої світової війни в селі Новичі загинуло 35 воїнів-односельчан. На каторжні роботи в Німеччину було вивезено 53 чоловіки.
У 1942—1943 роках активно діяв партизанський загін під командуванням генерал-лейтенанта І. Д. Черняхівського.
Після війни розпочалася відбудова народного господарства. В червні 1963 року об’єднали господарства і центром стало село Новичі, яке є і до сьогодні центральною садибою. Колгосп називався «Росія» майже двадцять років очолював господарство Шудрак Микола
Тимофійович. Колгосп був «мільйонер». Після реорганізації почали змінюватись керівники і дане господарство почало занепадати.
В селі Новичі побудовано клуб в 1955 році. В 1968 році встановлено пам’ятник загиблим воїнам-односельчанам. В 1986 році побудовано новий магазин. Новицька загальноосвітня школа І-ІІІ ступенів розміщена в маєтку пана Бардецького з новими добудованими корпусами.

## Рослинний світ
На півночі села знаходиться ліс, у якому основними деревними видами є: сосна, дуб, береза, вільха, ясен.
Баранець звичайний, верба чорнична, осока богемська, плаун колючий, багатоніжка проміжна, багно болотне, вовчі ягоди звичайні, журавлина болотна, лохина, осока багнова, осока кульконосна, осока пухнастоплода, перстач білий, плаун булавоподібний, пухівка піхвова, пухівка широколиста, пухирник звичайний, росичка кругло листа, сухоцвіт багновий, хвощ рябий, осока дерниста, чорниця звичайна, малина, ковила, подорожник звичайний, кульбаба, кропива дводомна, береза та інші.

## Тваринний світ
Зареєстровано близько 200 видів хребетних тварин. У лісах спостерігається 3 види земноводних: квакша, жаба гостроморда, жаба трав'яна і 3 види плазунів: веретільниця ламка, вуж звичайний і гадюка звичайна. В гніздовий період зареєстровано 61 вид птахів: осоїд, шуліка чорний, канюк звичайний, змієїд, орел-карлик, підорлик малий, деркач, зозуля звичайна, припутень, синяк, сова сіра, дрімлюга, крутиголівка, жовна сива, жовна чорна, дятел звичайний, жайворонок лісовий, щеврик лісовий, волове очко, кобилочка річкова, очеретянка чагарникова, берестянка, сорокопут терновий, золотомушка жовточуба, шпак звичайний, крук, сойка, вівчарик ковалик, вівчарик жовтобровий, вівчарик весняний, кропив'янка чорноголова, мухоловка білошия, мухоловка сіра, мухоловка мала, дрізд співочий, дрізд чорний, дрізд-омелюх, вільшанка, горихвістка звичайна, соловейко східний, вивільга, синиця довгохвоста, синиця блакитна, синиця чубата, синиця чорна, гаїчка болотяна, повзик, підкоришник звичайний, горобець польовий, зяблик, костогриз, щиглик, зеленяк, вівсянка звичайна, вівсянка садова. На лісових болотах, річках і струмках зустрічаються крижень, чирянка велика, журавель сірий, коловодник лісовий, слуква, рибалочка. У періоди міграцій та в зимовий період в лісі спостерігаються підорлик великий, золотомушка червоночуба, гаїчка-пухляк, в'юрок, чиж, шишкар ялиновий, снігур.
Ссавці представлені такими видами: їжак, кріт звичайний, бурозубка мала, білозубка мала, нетопир лісовий, вовк, лисиця, борсук, куниця лісова, ласиця, горностай, тхір чорний, свиня дика, сарна європейська, лось, заєць-русак, вивірка, вовчок лісовий, вовчок сірий, вовчок горішковий, миша жовтогорла, миша лісова, миша мала, бобер, ондатра, білозубка білочерева, куниця кам'яна, заєць-русак, миша хатня, миша польова, нориця звичайна.

## Відомі люди
- Пантелеймон Іван Васильович — військовий льотчик.
- Борець Леонід Степанович — Генерал армії.
- В Новицькій загальноосвітній школі І-ІІІ ступенів навчався Ємець Олександр Іванович — Народний депутат України 1-го, 2-го та 3-го скликань (1990—2001 роки). З квітня 1993 по липень 1994 року — міністр України у справах національностей і міграції. З 26 березня 1996 по 14 серпня 1996 року — віце-прем'єр-міністр України з політико-правових питань. З березня 1998 — народний депутат України 3-го скликання.
- Фанні Каплан Юхимівна (Фейга Хаїмівна Ройтблат, народилася 10 лютого 1890, село Новичі, Заславський повіт, Волинська губернія — розстріляна 3 вересня 1918, Москва.) — учасниця революції, член партія лівих соціалістів-революціонерів, виконавець замаху на життя Леніна.

## Світлини

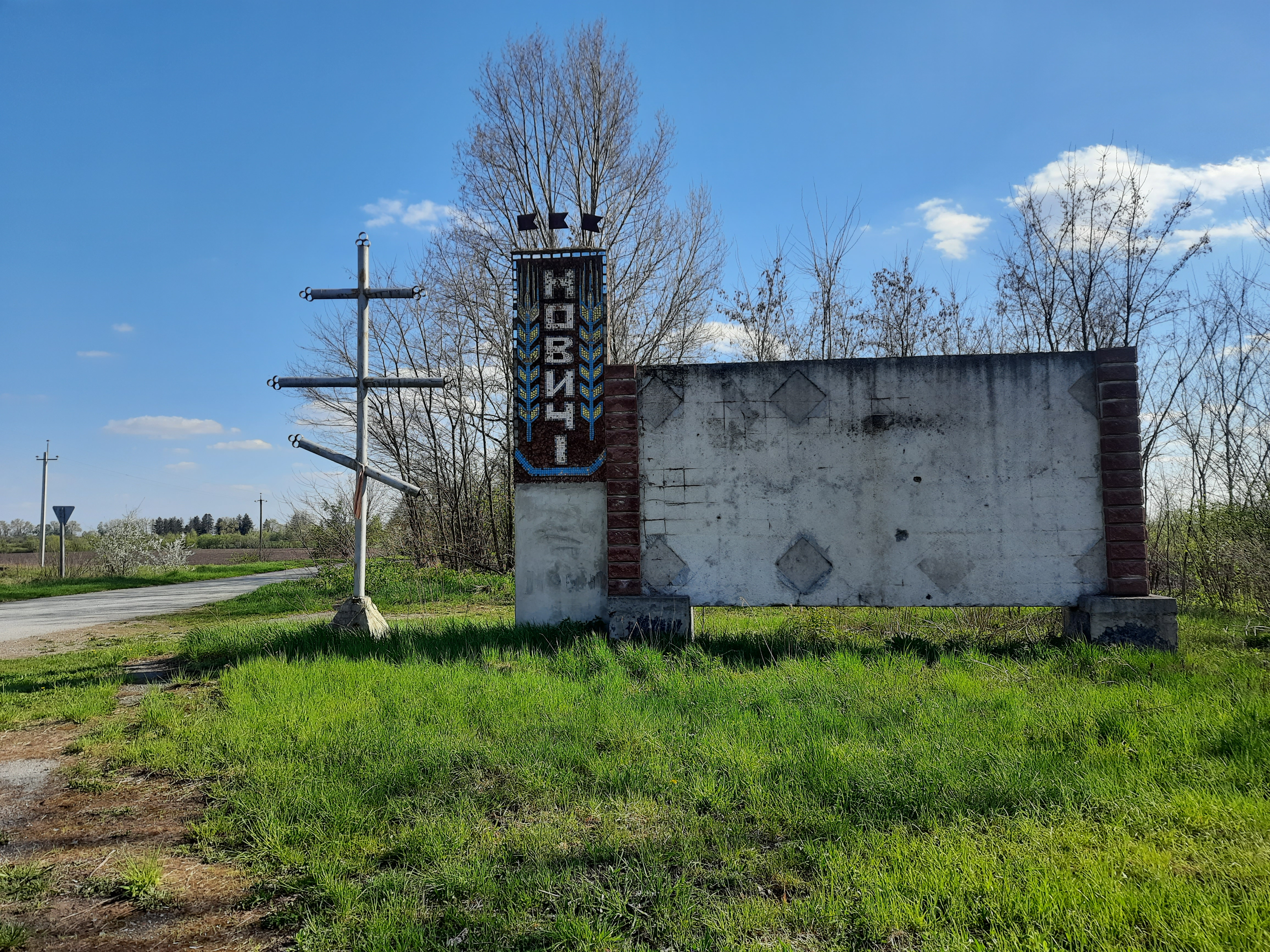
В'їзд у село
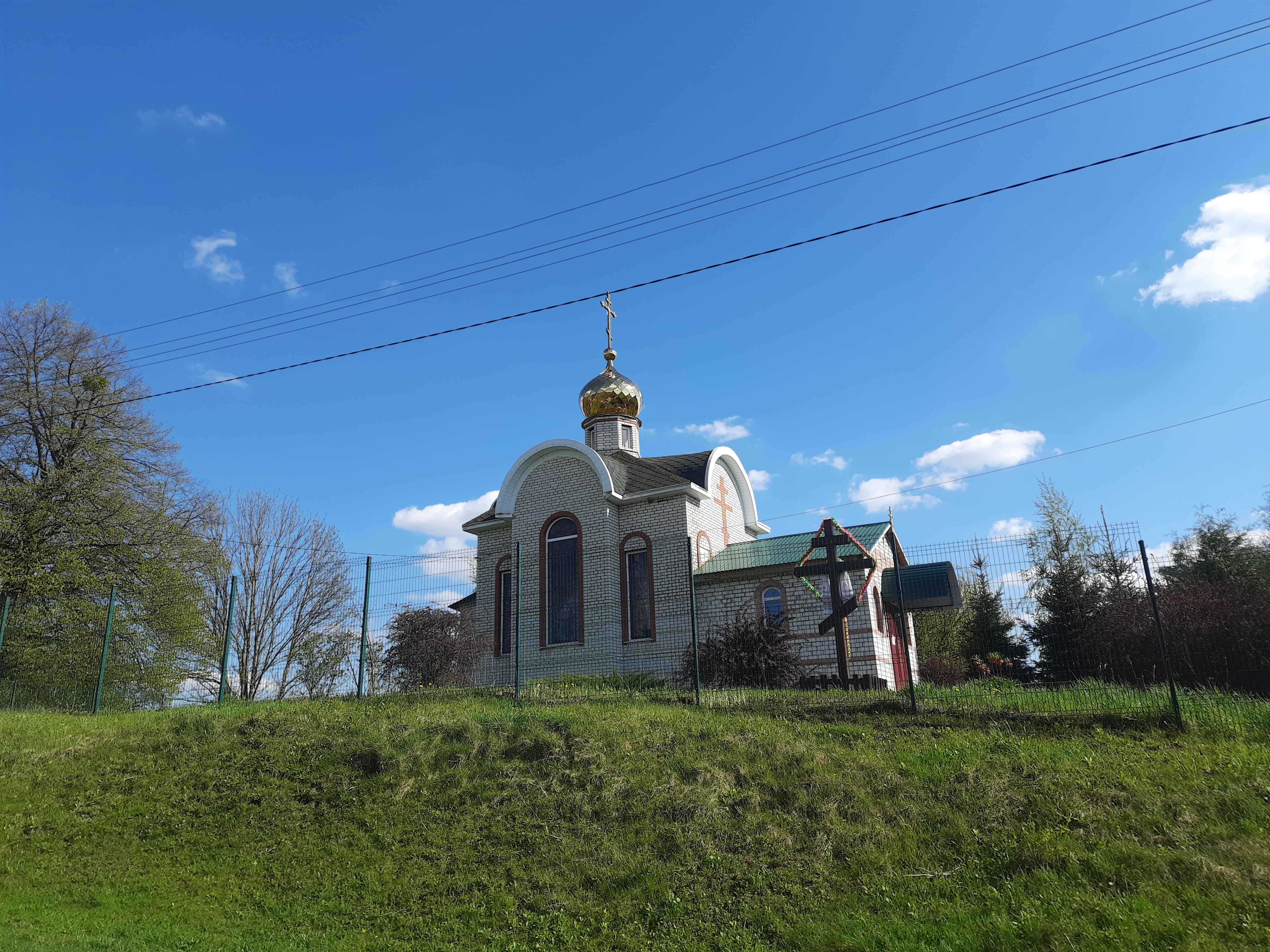
Церква Преподобної Параскеви Сербської
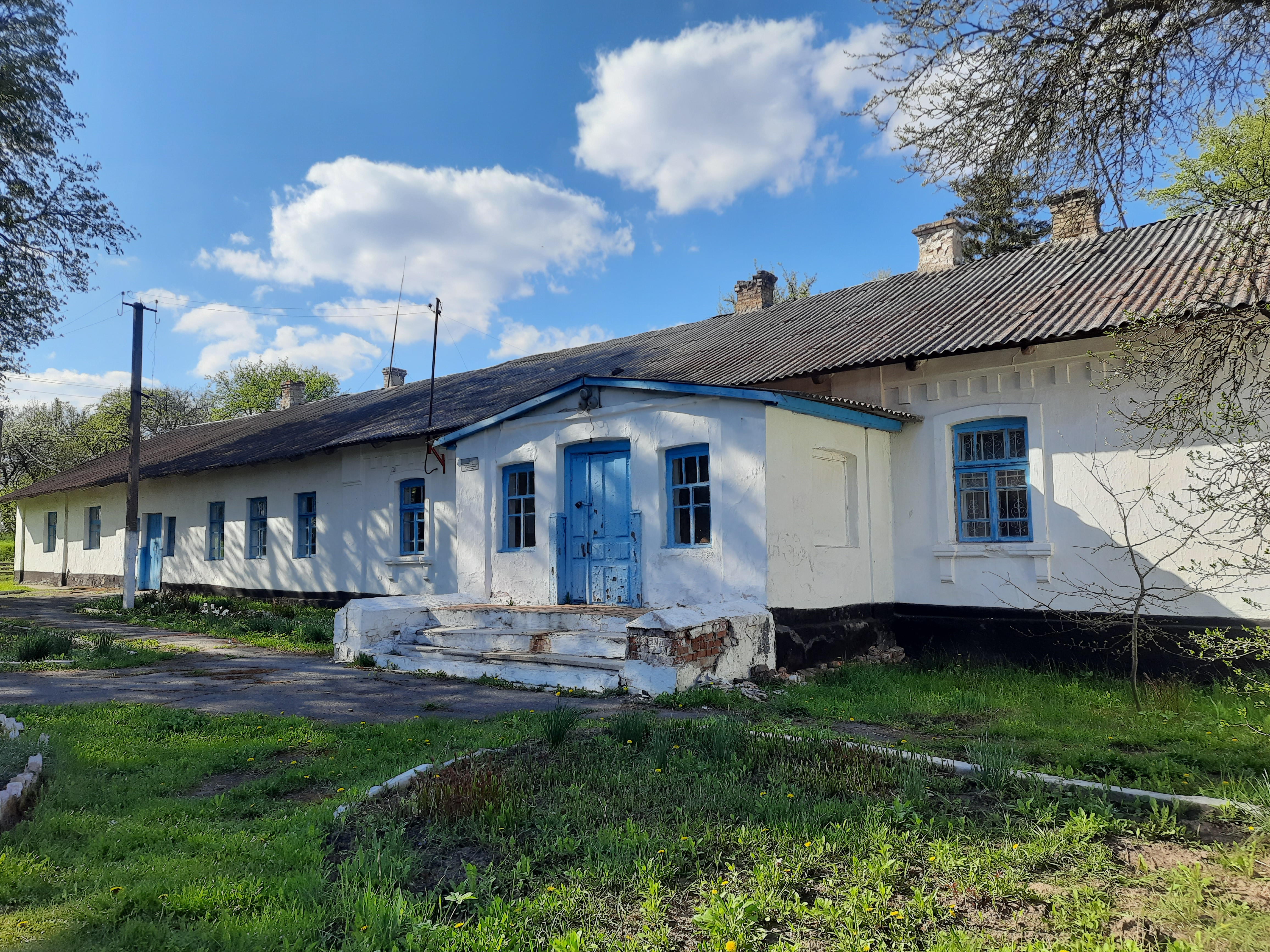
Школа (колишній панський маєток)
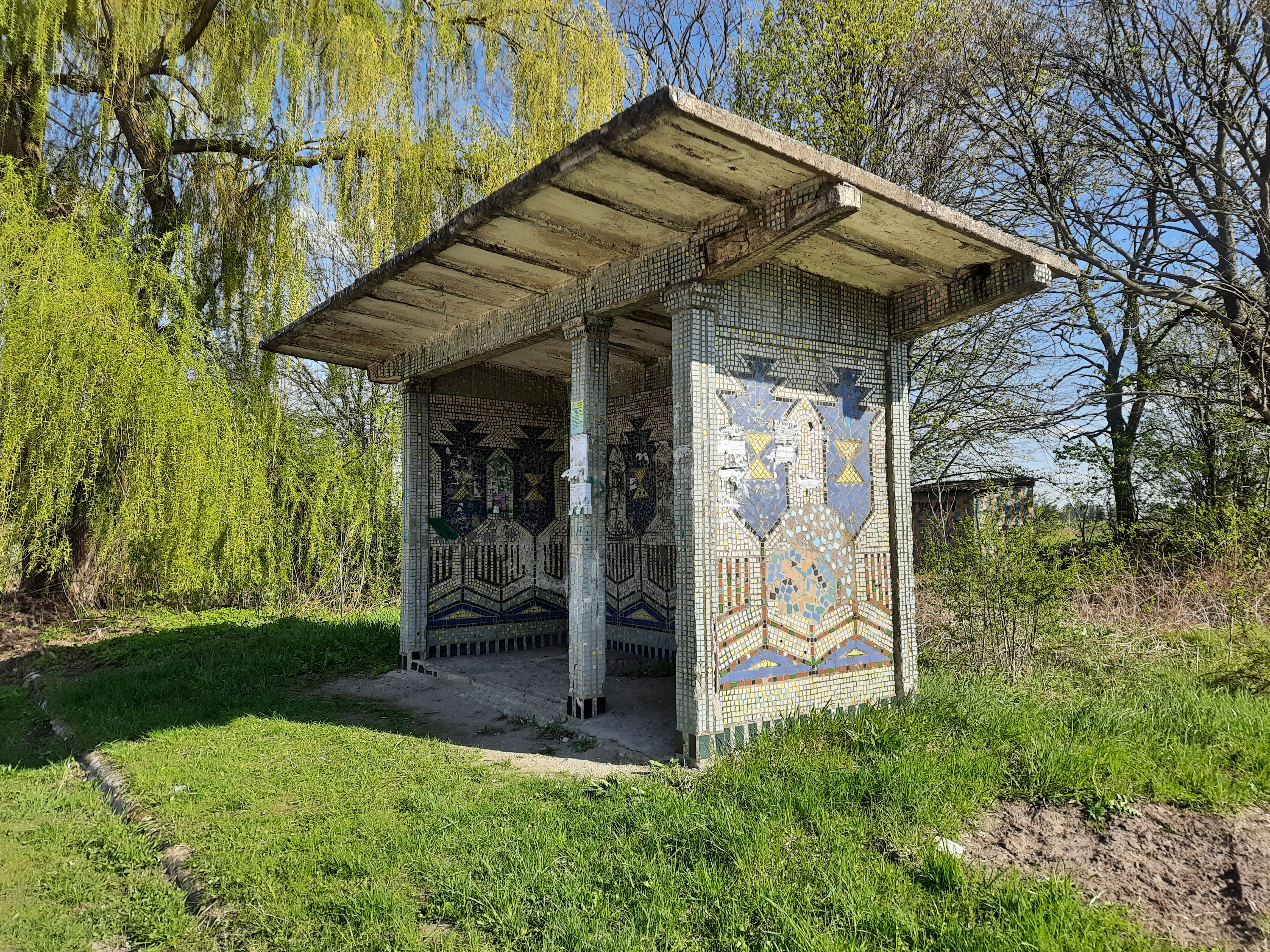
Автобусна зупинка біля села